# Dag Melin

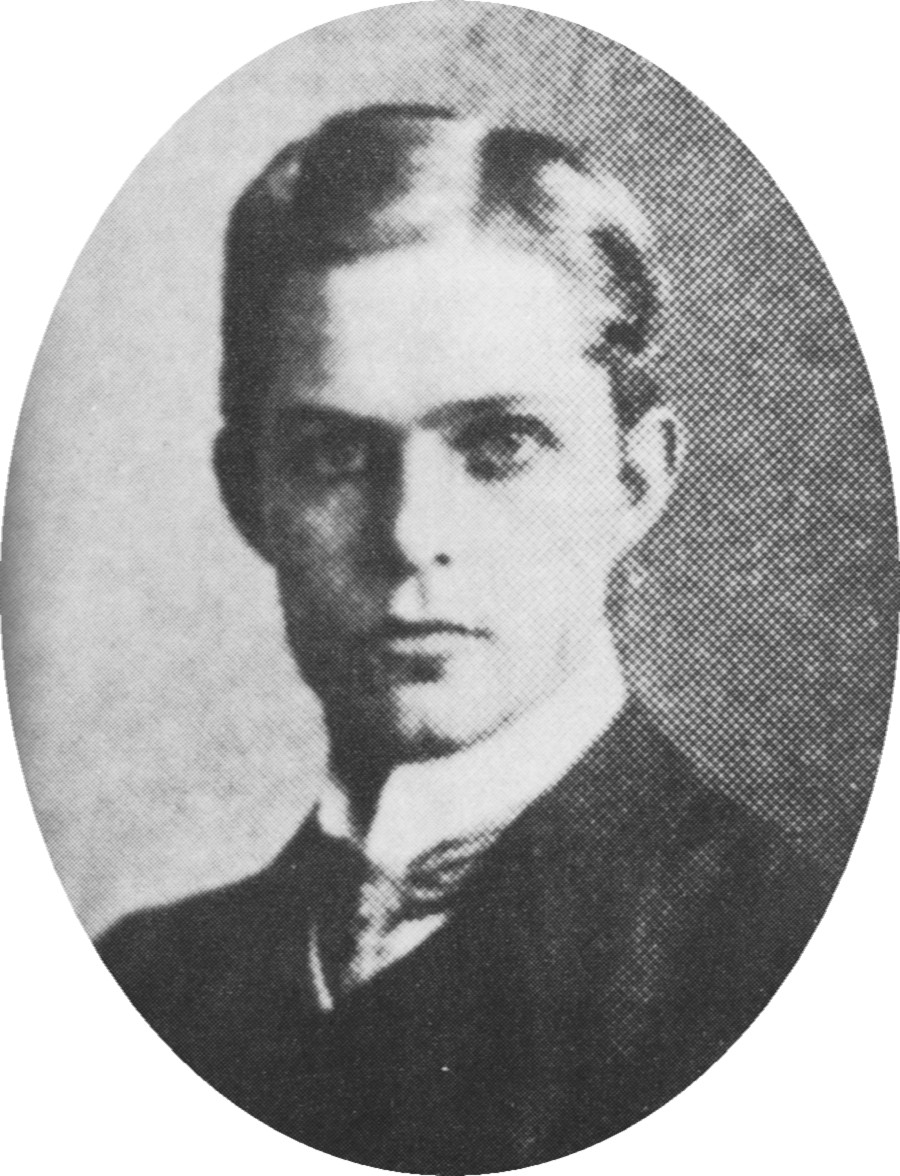
Dag Melin.

Dag Edvard Teodor Melin, född 6 oktober 1887 i Skara, död 17 mars 1976 i Täby, var en svensk arkitekt, huvudsakligen verksam i Djursholm och Mörby. 

## Liv och verk
Melin tog sin studentexamen i Skara 1906 och studerade 1906–1910 vid  Kungliga Tekniska Högskolan i Stockholm. Därefter och fram till 1913 följde studier vid Kungliga Konsthögskolan i Stockholm. Åren 1910–1911 var han anställd hos arkitekt Gustaf Lindgren och hos arkitekt Rudolf Arborelius 1910–1917. Efter dennes död blev han kontorschef fram till 1918. Samma år startade han egen arkitektverksamhet. 
Melin var underlärare i linjalritning och byggnadsritning vid Tekniska skolan i Stockholm (1913–1918), samt överlärare och föreståndare vid Byggnadsyrkesskolan (1932–1941). Under en period var han rektor för Konstfackskolan (1936–1946), konsulterande stadsarkitekt i Djursholm och stadsarkitekt i Stocksund. Han var  bosatt under många år i Mörby, som inkorporerades med Stocksund 1913. 
Han ritade ett stort antal villor i Stockholms förorter och omgivningar, bland annat i Djursholm, Stocksund och Mörby. Bland andra arbeten märks ombyggnadsritningar för Pharmaciaas fabrik i kvarteret Rosteriet på Liljeholmen (1920), sjukstuga i Kopparberg (1925), prästgård vid Hörken, Västmanland (1925),  tuberkulossjukhus i Kopparberg, tillbyggnad (1926), sjukstuga Hällefors (1928), gravkapell för Ljusnarsbergs församling (1931), restaurering av Faringe kyrka, Uppland (1929) och laboratorium för Ingenjörsvetenskapsakademien (1929).
Dag Melin är begravd på Danderyds kyrkogård.

## Villor (urval)

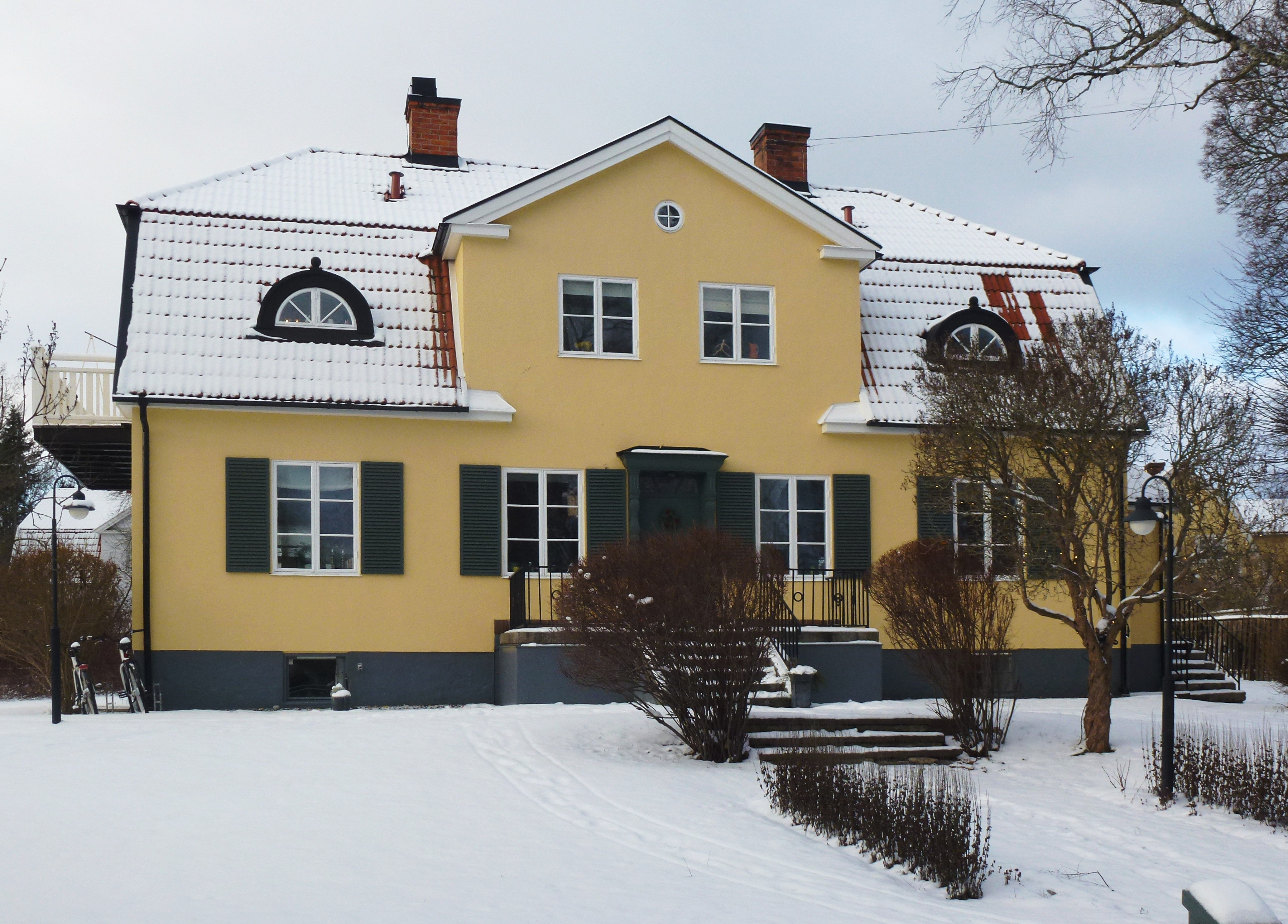
Snorrevägen 5, Danderyd
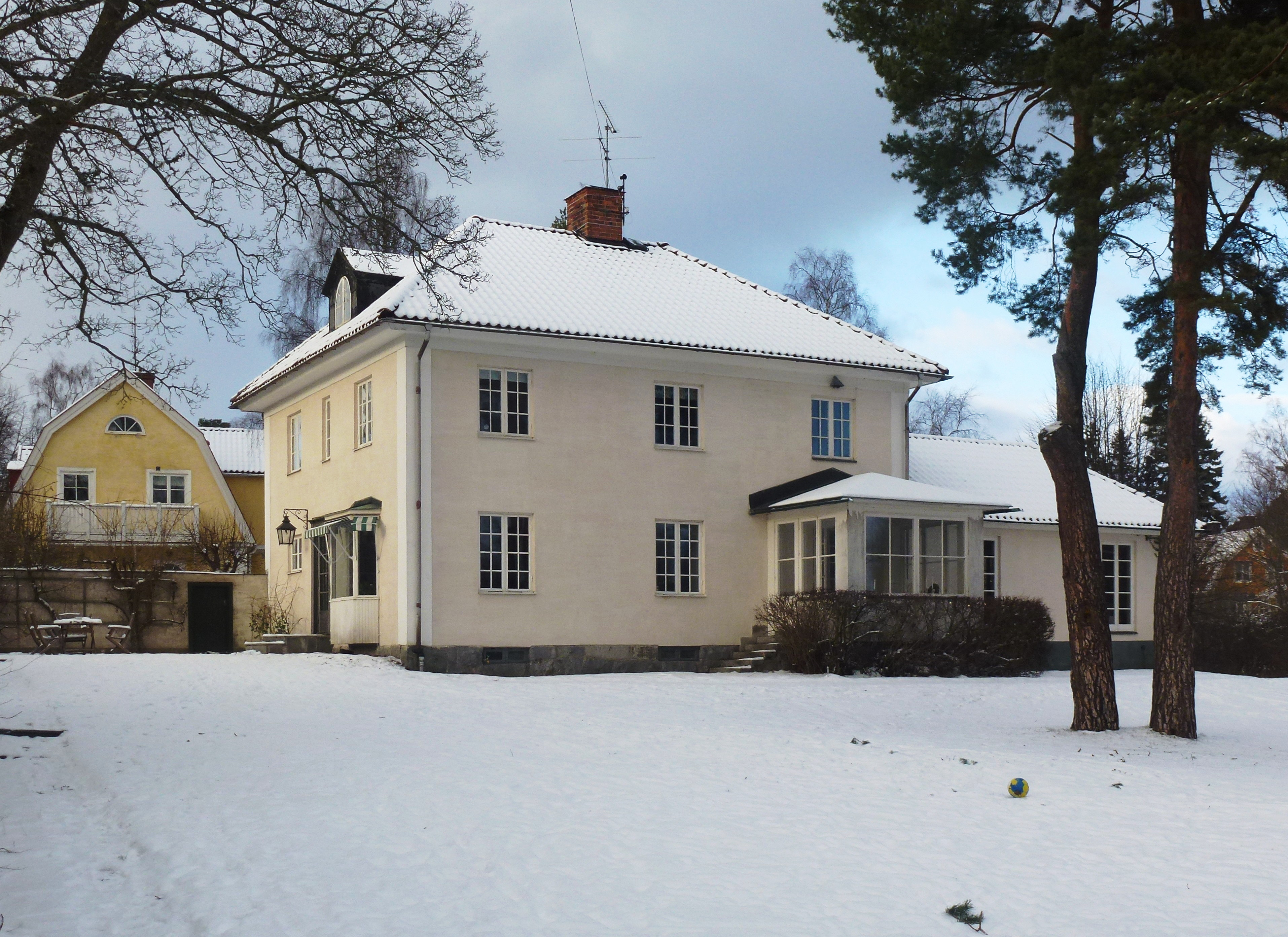
Snorrevägen 7, Danderyd
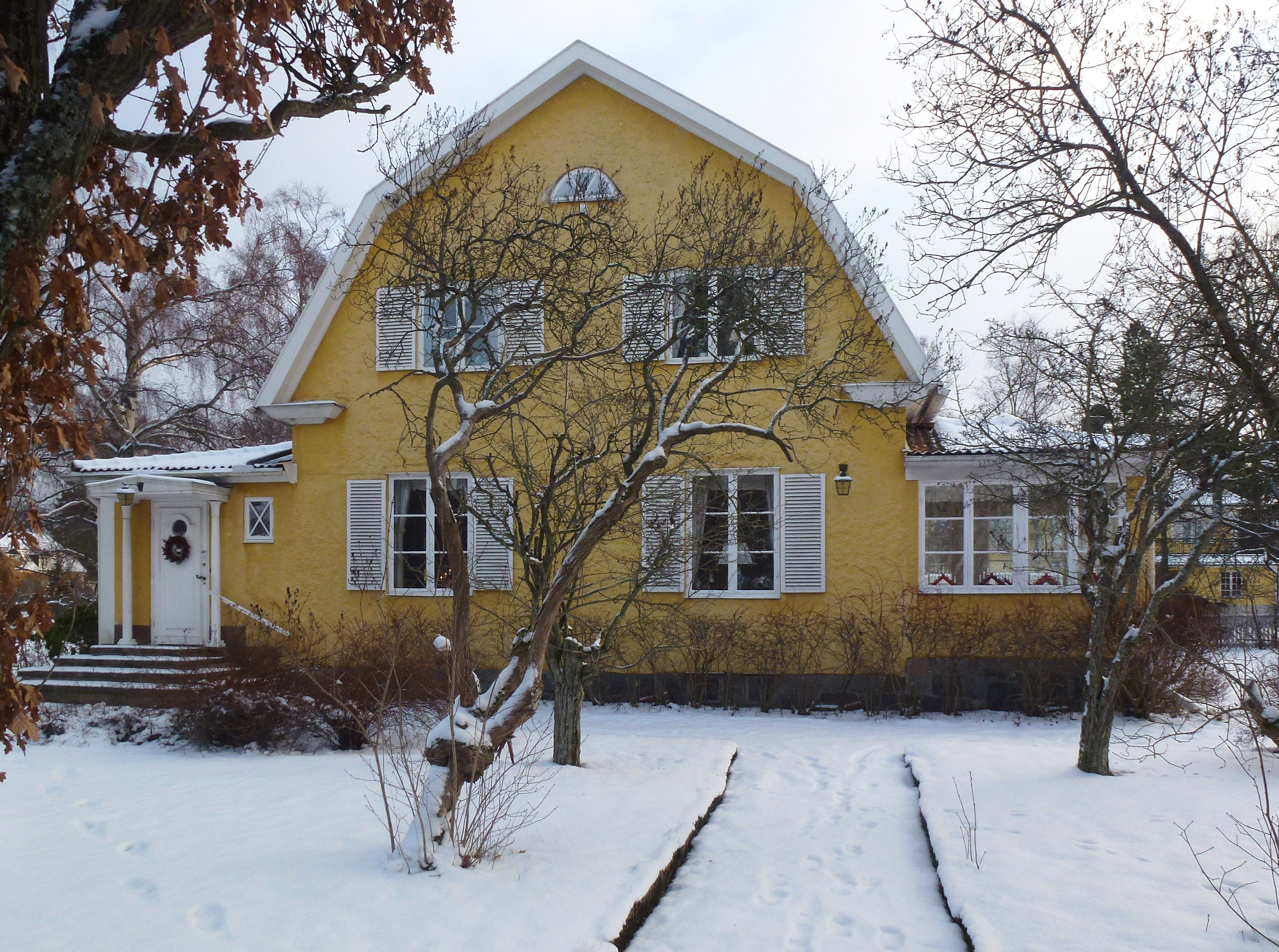
Belevägen 14, Danderyd
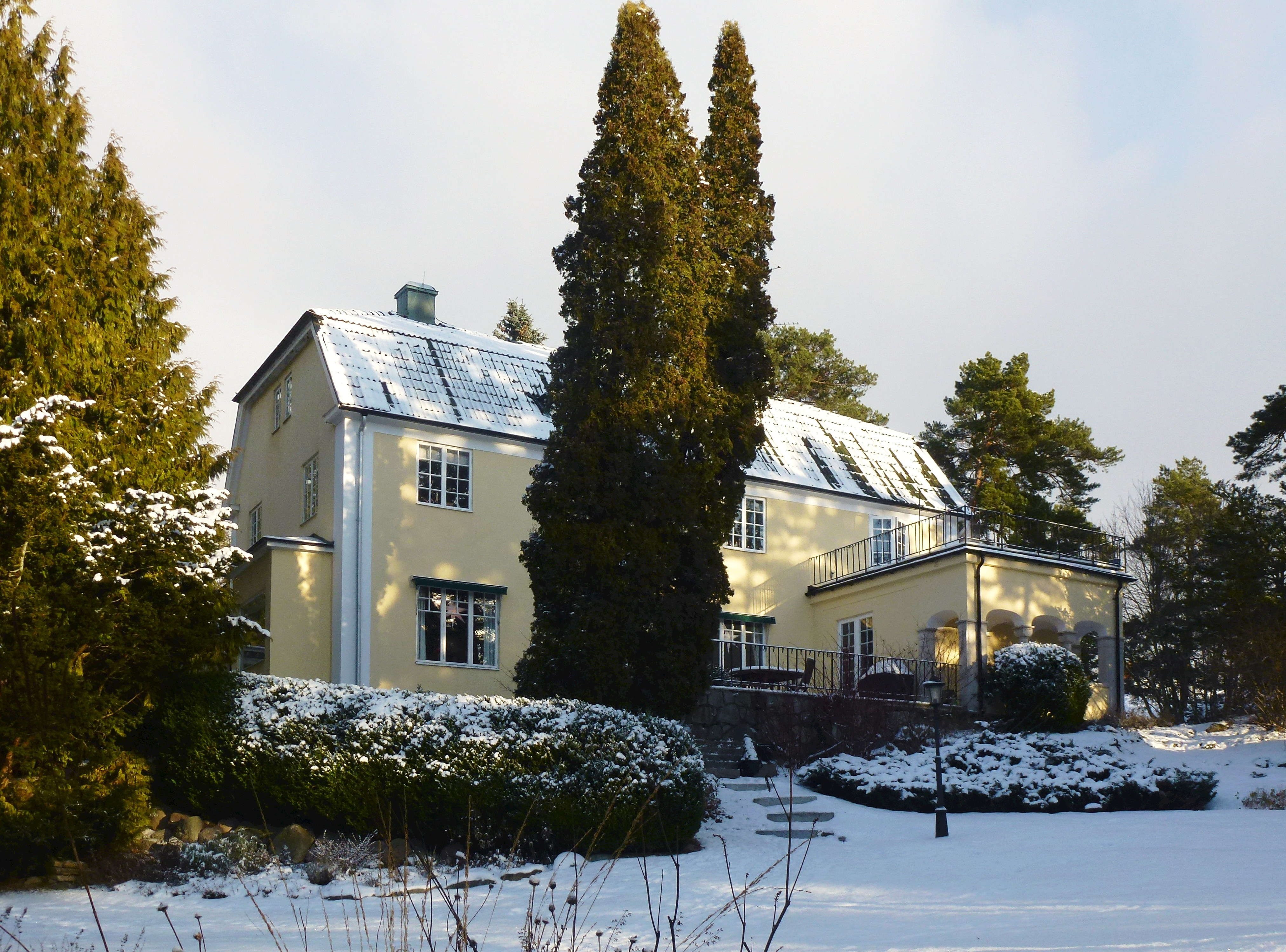
Friggavägen 8, Danderyd